# Clamart
 Clamart  es una comuna (municipio) de Francia, en el suroeste de la región de Isla de Francia, departamento de Altos del Sena, en el distrito de Antony. La comuna comprende la totalidad del cantón homónimo y parte del de  Le Plessis-Robinson. Se localiza a 8.7 km (5.4 mi) del centro de París.
La ciudad se divide en dos partes, separadas por un bosque, el Bosque de Clamart, cantado por Georges Brassens: El Bas-Clamart, que es el centro histórico, y el Petit-Clamart, una urbanización construida en los 60 en sustitución de plantaciones de guisantes. Está integrada en la Communauté d’agglomération Sud de Seine, de la que es la mayor población.

## Les Petits Pois (guisantes)
El nombre de la ciudad es famoso en la gastronomía de Francia. Se trata de un plato de acompañamiento, basado en guisantes. Son llamados "à la clamartoise".

## Sucesos históricos
En 1962, en el Petit-Clamart se produjo el atentado contra Charles De Gaulle, acometido por el teniente-coronel del Ejército del Aire y del Espacio, Jean-Marie Bastien-Thiry, por conceder la autodeterminación a Argelia. Bastien-Thiry terminó siendo fusilado.

## Demografía
| 969 | 736 | 740 | 1 022 | 1 225 | 1 268 | 1 567 | 1 564 | 1 763 | 2 149 | 2 751 | 3 194 | 3 163 | 3 640 | 4 187 | 5 112 | 5 491 | 6 283 | 7 391 | 8 720 | 11 376 | 15 916 | 22 734 | 31 047 | 32 427 | 33 817 | 37 924 | 47 991 | 54 906 | 52 952 | 48 353 | 47 227 | 48 572 | 51 000 |
| Para los censos de 1962 a 1999 la población legal corresponde a la población sin duplicidades (Fuente: INSEE [Consultar]) |     |     |       |       |       |       |       |       |       |       |       |       |       |       |       |       |       |       |       |        |        |        |        |        |        |        |        |        |        |        |        |        |        |

## Ciudades hermanadas
En el propio sitio oficial de Clamart, se señalan los siguientes hermanamientos:
- Luneburgo (Alemania), desde 1975
- Scunthorpe (Reino Unido), desde 1976
- Majadahonda (España), desde 1988
- Artashat (Armenia), desde 2003
- Penamacor (Portugal), desde 2006